# Nulato
Nulato és una població dels Estats Units a l'estat d'Alaska. Segons el cens del 2007 tenia 302 habitants.

## Demografia
Segons el cens del 2000, Nulato tenia 336 habitants, 91 habitatges, i 71 famílies La densitat de població era de 3 habitants/km².
Dels 91 habitatges en un 51,6% hi vivien nens de menys de 18 anys, en un 36,3% hi vivien parelles casades, en un 27,5% dones solteres, i en un 20,9% no eren unitats familiars. En el 14,3% dels habitatges hi vivien persones soles l'1,1% de les quals corresponia a persones de 65 anys o més que vivien soles. El nombre mitjà de persones vivint en cada habitatge era de 3,69 i el nombre mitjà de persones que vivien en cada família era de 4,13.
Per edats la població es repartia de la següent manera: un 41,7% tenia menys de 18 anys, un 10,7% entre 18 i 24, un 25% entre 25 i 44, un 15,5% de 45 a 60 i un 7,1% 65 anys o més.
L'edat mitjana era de 23 anys. Per cada 100 dones hi havia 97,6 homes. Per cada 100 dones de 18 o més anys hi havia 102,1 homes.
La renda mitjana per habitatge era de 25.114 $ i la renda mitjana per família de 26.944 $. Els homes tenien una renda mitjana de 24.375 $ mentre que les dones 25.313 $. La renda per capita de la població era de 8.966 $. Aproximadament el 16,7% de les famílies i el 18,1% de la població estaven per davall del llindar de pobresa.

## Poblacions més properes
El següent diagrama mostra les poblacions més properes.